# Enterbeil
Das Enterbeil (englisch Boarding Axe) ist eine maritime Waffe.

## Beschreibung
Das Enterbeil hat eine schwere, einschneidige Klinge. Die Schneide ist halbmondförmig. Auf dem Klingenrücken ist eine gebogene, spitze Hiebklinge angebracht. Der Axtkopf ist mit Federn an dem hölzernen Schaft befestigt. Das Schaftende (Knauf) ist breiter gearbeitet, damit das Enterbeil beim Gebrauch nicht so leicht aus der Hand rutschen kann. Das Enterbeil wurde von der englischen Royal Navy entwickelt, um eine Abwehrwaffe gegen die zu dieser Zeit vorkommenden Enterangriffe zu haben. Die Schneide dient zum Durchtrennen von Seilen an Enterhaken (Enterdregge) und Enternetzen. Die Klinge auf dem Klingenrücken diente dazu, in die Bordwand des gegnerischen Schiffes geschlagen zu werden, um an den Beilen auf das Schiffsdeck zu klettern. Beide Teile der Axtklinge dienten im Kampf als Waffe. Im Kampf diente sie als Zweitwaffe neben dem Entersäbel. Es gibt verschiedene Ausführungen, die jeweils in dem Land konstruiert wurden, in dem diese Äxte benutzt wurden. Sie waren bis zum 19. Jahrhundert im Gebrauch.